# 洛希环形山

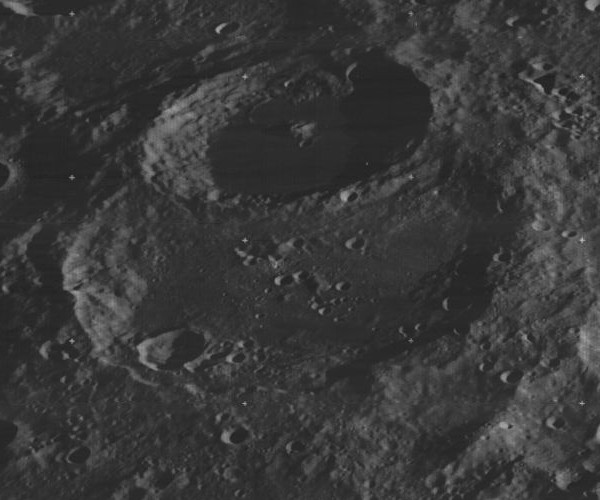
月球轨道器3号拍摄的南向斜视图，上方为泡利环形山，洛希环形山居于图中

洛希环形山(Roche)是月球背面南半球一座古老的大撞击坑，约形成于酒海纪，其名称取自法国天文学家及数学家爱德华·阿尔贝·洛希(1820年-1883年)，1970年被国际天文学联合会正式批准接受。

## 描述
该陨坑西侧毗邻罗斯兰环形山；北面坐落着厄缶环形山；拉姆齐环形山位于它的东北偏东；东南偏东则为莱德陨石坑；洛希环形山的南侧横跨着泡利环形山；西南靠近科济列夫环形山。该陨坑的中心月面坐标为42°22′S 136°32′E / 42.37°S 136.54°E，直径152.3公里，深度为3公里。
洛希环形山外观呈多边形状，因存续时间长而损毁严重。外侧壁已磨损，环周边重叠着众多大小不一的撞击坑。坑内内侧壁宽窄不匀，东北内壁坐落着卫星坑"洛希 B"。碗状的坑底相对平坦，南部区已被泡利环形山覆盖；中部及北侧内壁上各分布着一串细小的陨坑，所在区域显示有来自莱德陨石坑的高反照率射纹线；西北偏北部有一处可能被深色的月海玄武质熔岩掩没的低反照率区，该区域扩展的范围可能更大，但部分已被莱德陨石坑的高反照率溅射物所覆盖。

## 卫星陨石坑
按惯例，最靠近洛希环形山的卫星坑在月图上以字母标注在该坑中心点的旁边。
| 洛希 | 纬度    | 经度     | 直径    |
| ---- | ------- | -------- | ------- |
| B    | 40.1° S | 137.2° E | 24 公里 |
| C    | 39.0° S | 139.2° E | 18 公里 |
| V    | 38.5° S | 129.3° E | 30 公里 |
| W    | 39.0° S | 130.5° E | 20 公里 |

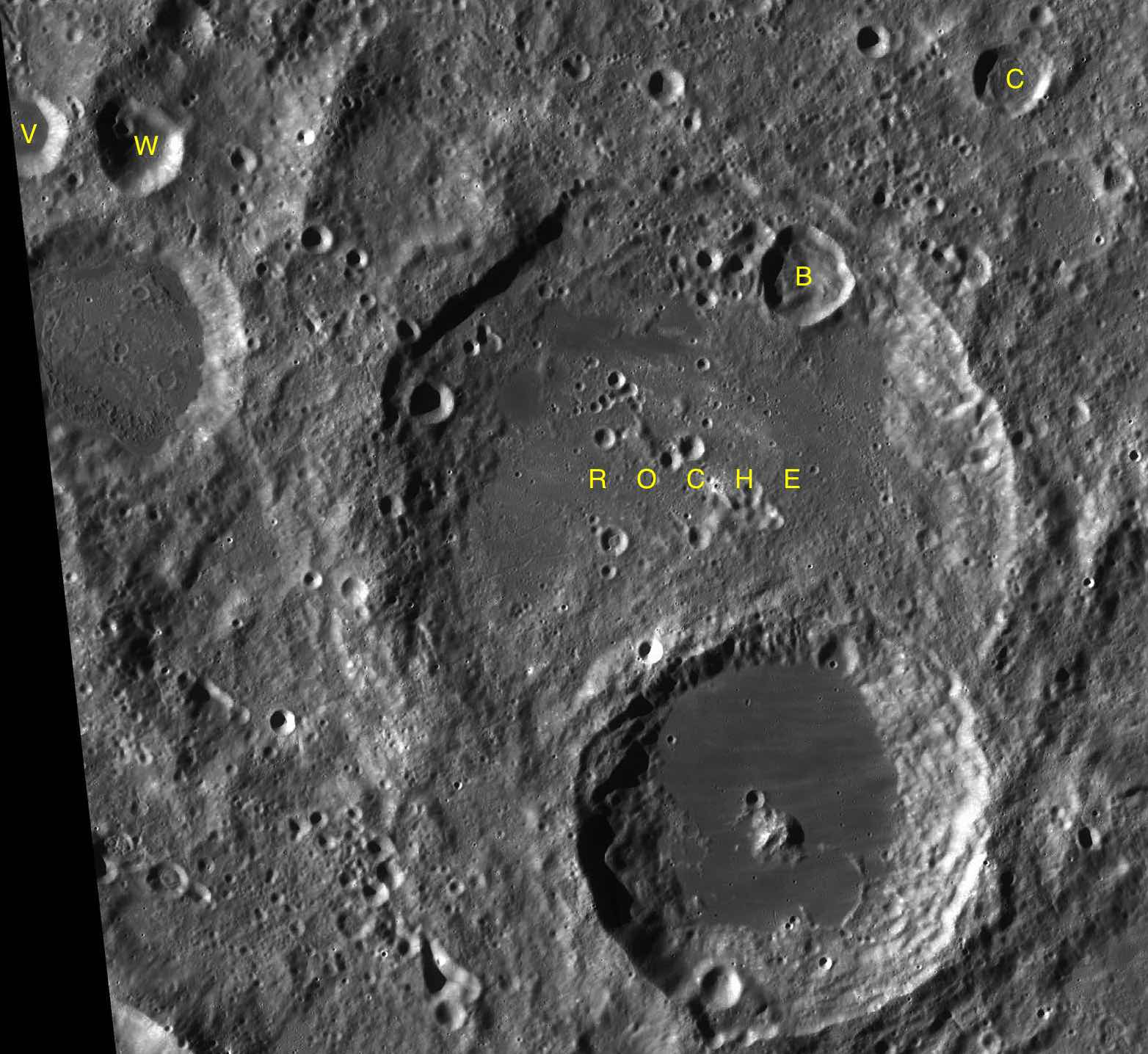
LAC-118 月图

- 卫星坑"洛希 U"已于1994年被国际天文学联合会重新更名为罗斯兰环形山。

## 另请参阅
- Andersson, L. E.; Whitaker, E. A. . NASA RP-1097. 1982.
- Blue, Jennifer. . USGS. July 25, 2007  [2007-08-05]. （原始内容存档于2012-04-08）.
- Bussey, B.; Spudis, P. . New York: Cambridge University Press. 2004. ISBN 978-0-521-81528-4.
- Cocks, Elijah E.; Cocks, Josiah C. . Tudor Publishers. 1995. ISBN 978-0-936389-27-1.
- McDowell, Jonathan. . Jonathan's Space Report. July 15, 2007  [2007-10-24]. （原始内容存档于2012-05-26）.
- Menzel, D. H.; Minnaert, M.; Levin, B.; Dollfus, A.; Bell, B. . Space Science Reviews. 1971, 12 (2): 136–186. Bibcode:1971SSRv...12..136M. doi:10.1007/BF00171763.
- Moore, Patrick. . Sterling Publishing Co. 2001. ISBN 978-0-304-35469-6.
- Price, Fred W. . Cambridge University Press. 1988. ISBN 978-0-521-33500-3.
- Rükl, Antonín. . Kalmbach Books. 1990. ISBN 978-0-913135-17-4.
- Webb, Rev. T. W.  6th revised. Dover. 1962. ISBN 978-0-486-20917-3.
- Whitaker, Ewen A. . Cambridge University Press. 1999. ISBN 978-0-521-62248-6.
- Wlasuk, Peter T. . Springer. 2000. ISBN 978-1-85233-193-1.